# Républicains indépendants et d'action sociale
Pour les articles homonymes, voir Républicains indépendants et d'action sociale (Sénat).
Le groupe parlementaire des Républicains indépendants et d'action sociale est un regroupement de députés conservateurs sous la Troisième République dans la Chambre des députés créé en 1936 par la plupart des députés restants du groupe Républicain et social. Après les élections de 1936, il forme un accord avec le groupe Agraire indépendant donnant un regroupement d'environ 40 membres. Le groupe disparait avec la fin de facto de la Troisième République en 1940.